# 仮面ライダー40周年記念 ライダー大集合!
『仮面ライダー40周年記念 ライダー大集合!』は、2011年7月16日 - 7月18日に東京都豊島区の新文芸坐で開催されたイベントである。

## 概要
仮面ライダーシリーズの40周年を記念して3日間、同会場にて開催されたイベントである。内容は、昭和シリーズ（1号からRXまで）の出演俳優や制作スタッフなどを交えたトークショーと劇場版の上映のほか、彼らへの特製盾授与式等である。当時の制作スタッフや、ライダーファンである著名人などにより「ライダー大集合プロジェクト実行委員会」が発足され、企画が進められた。

## ライダー大集合プロジェクト実行委員会

### 主幹
- 委員長： 内田有作 （元・東映生田スタジオ所長）
- 副委員長： 阿部征司 （元・東映プロデューサー）
- 同： 久保田悦夫　（生田スタジオ同窓会代表幹事）
- 同： 瀬嶋将貴　（大野剣友会OB）
- 特別顧問： 平山亨　（元・東映プロデューサー）

### スタッフ
- 鈴木美潮（総合司会）
- 後藤千鶴
- 堤哲哉
- 細谷武司（PEEL&LIFTデザイナー）
- 本多信夫
- 村枝賢一（仮面ライダーSPIRITS作者）
- 森和徳
- 渡邊尚志
- 高橋和光（委員会書記）
- 千葉茂就（委員会書記）
- 加藤文哉（撮影）
- 千葉光悦（デザイン協力）

## ゲスト
| 2011年7月16日(土) | | |                   |
| 時間              | トークゲスト                                                                                            | 上映作品 | トーク司会        |
| 10:00-            | 宮内洋 (風見志郎 / V3 役) 千波丈太郎 (ドクトルG 役)                                                     | 『仮面ライダーV3対デストロン怪人』 (32分)1973年7月18日公開作品 | 阿部征司          |
| 10:00-            | 宮内洋 (風見志郎 / V3 役) 千波丈太郎 (ドクトルG 役)                                                     | 『仮面ライダー8人ライダーVS銀河王』 (45分)1980年3月15日公開作品 | 阿部征司          |
| 10:00-            | 宮内洋 (風見志郎 / V3 役) 千波丈太郎 (ドクトルG 役)                                                     | 『仮面ライダーBLACK 鬼ヶ島へ急行せよ』 (25分)1988年3月12日公開作品 | 阿部征司          |
| 14:15-            | 高杉俊介 (沖一也 / スーパー1 役) 岡田勝 (大野剣友会) 上田弘司 (元・大野剣友会)                          | 『仮面ライダースーパー1』 (47分)1981年3月14日公開作品 | 鈴木美潮          |
| 14:15-            | 高杉俊介 (沖一也 / スーパー1 役) 岡田勝 (大野剣友会) 上田弘司 (元・大野剣友会)                          | 『仮面ライダーストロンガー』 (20分)1975年7月26日公開作品 | 鈴木美潮          |
| 14:15-            | 高杉俊介 (沖一也 / スーパー1 役) 岡田勝 (大野剣友会) 上田弘司 (元・大野剣友会)                          | 『五人ライダー対キングダーク』 (29分)1974年7月25日公開作品 | 鈴木美潮          |
| 18:30-            | 倉田てつを (南光太郎 / BLACK / BLACK RX 役) 田口萌 (紀田克美 役)                                        | 『仮面ライダーBLACK 恐怖!悪魔峠の怪人館』 (25分)1988年7月9日公開作品 | 鈴木美潮          |
| 18:30-            | 倉田てつを (南光太郎 / BLACK / BLACK RX 役) 田口萌 (紀田克美 役)                                        | 『仮面ライダーアマゾン』 (24分)1975年3月21日公開作品 | 鈴木美潮          |
| 18:30-            | 倉田てつを (南光太郎 / BLACK / BLACK RX 役) 田口萌 (紀田克美 役)                                        | 『仮面ライダー対ショッカー』 (32分)1972年3月18日公開作品 | 鈴木美潮          |
| 2011年7月17日(日) | | |                   |
| 10:00-            | 菅田俊 (村雨良 / ZX 役) 城谷光俊 (元・大野剣友会) 中屋敷哲也 (元・大野剣友会)                           | 『仮面ライダー対ショッカー』 | 鈴木美潮          |
| 10:00-            | 菅田俊 (村雨良 / ZX 役) 城谷光俊 (元・大野剣友会) 中屋敷哲也 (元・大野剣友会)                           | 『仮面ライダー8人ライダーVS銀河王』 | 鈴木美潮          |
| 10:00-            | 菅田俊 (村雨良 / ZX 役) 城谷光俊 (元・大野剣友会) 中屋敷哲也 (元・大野剣友会)                           | 『仮面ライダーストロンガー』 | 鈴木美潮          |
| 14:15-            | 速水亮 (神敬介 / X 役) 川崎龍治 (撮影) 太田耕治 (照明)                                                  | 『五人ライダー対キングダーク』 | 阿部征司          |
| 14:15-            | 速水亮 (神敬介 / X 役) 川崎龍治 (撮影) 太田耕治 (照明)                                                  | 『仮面ライダースーパー1』 | 阿部征司          |
| 14:15-            | 速水亮 (神敬介 / X 役) 川崎龍治 (撮影) 太田耕治 (照明)                                                  | 『仮面ライダーBLACK 鬼ヶ島へ急行せよ』 | 阿部征司          |
| 18:30-            | 岡崎徹 (山本大介 / アマゾン 役) 千葉治郎 (滝和也 役) 左近洋一 (元・毎日放送P) 新堀和男 (元・大野剣友会) | 『仮面ライダーアマゾン』 | 鈴木美潮          |
| 18:30-            | 岡崎徹 (山本大介 / アマゾン 役) 千葉治郎 (滝和也 役) 左近洋一 (元・毎日放送P) 新堀和男 (元・大野剣友会) | 『仮面ライダーV3対デストロン怪人』 | 鈴木美潮          |
| 18:30-            | 岡崎徹 (山本大介 / アマゾン 役) 千葉治郎 (滝和也 役) 左近洋一 (元・毎日放送P) 新堀和男 (元・大野剣友会) | 『仮面ライダーBLACK 恐怖!悪魔峠の怪人館』 | 鈴木美潮          |
| 2011年7月18日(月) | | |                   |
| 10:00-            | 佐々木剛 (一文字隼人 / 2号 役) 千葉治郎 (滝和也 役) 瀬嶋将貴 (元・大野剣友会)                           | 『仮面ライダー対ショッカー』 | 阿部征司          |
| 10:00-            | 佐々木剛 (一文字隼人 / 2号 役) 千葉治郎 (滝和也 役) 瀬嶋将貴 (元・大野剣友会)                           | 『仮面ライダー8人ライダーVS銀河王』 | 阿部征司          |
| 13:45-            | 荒木しげる (城茂 / ストロンガー 役) 河原崎洋央 (元・大野剣友会) 熊沢敏明 (オートバイスタント)           | 『仮面ライダーV3対デストロン怪人』 | 梅田味伸          |
| 13:45-            | 荒木しげる (城茂 / ストロンガー 役) 河原崎洋央 (元・大野剣友会) 熊沢敏明 (オートバイスタント)           | 『仮面ライダーストロンガー』 | 梅田味伸          |
| 時間              | タイトル                                                                                                | 内容 | 司会              |
| 17:30             | 40周年記念セレモニー                                                                                    | スライドショー「ライダー、冬の時代を見つめて」 | 村枝賢一 鈴木美潮 |
| 17:30             | 40周年記念セレモニー                                                                                    | 特別トーク 藤岡弘、(本郷猛 / 1号 役) | 鈴木美潮          |
| 17:30             | 40周年記念セレモニー                                                                                    | VTRメッセージ 村上弘明(筑波洋 / スカイライダー 役) | ※ビデオレター     |
| 17:30             | 40周年記念セレモニー                                                                                    | 授与式 藤岡弘、、佐々木剛、宮内洋 千波丈太郎、速水亮、岡崎徹 荒木しげる、中屋敷哲也、高杉俊介 菅田俊、倉田てつを その他、制作スタッフ。 山口豪久 (結城丈二 / ライダーマン 役) | 鈴木美潮          |

## オリジナル楽曲
- 「仮面ライダースーパー1 2011ver.」
- 「火を噴けライダー拳 2011ver.」

## エピソード
- 公式で大々的な告知を行うより前に、速水亮が自身のブログにて告知を行った。
- 開催前には出演者として発表されていた岡崎徹が出演できないことが発覚し、トークショーの代役に千葉治郎が出演することが発表されたが、村枝賢一が岡崎の在住地である長崎県まで出向いて説得したことにより、岡崎の出演が成立した。トークショーでは、岡崎と千葉らを交えて行われることとなった。
- 昭和ライダー俳優の中で最年少にあたる倉田てつをは、「緊張しすぎて、僕も向こう側（お客さん側）に座りたいです」と述べていた。
- 村上弘明は、当時撮影スケジュールが難航してギリギリまで粘るも出演できなくなってしまったため、ビデオで出演。ビデオ内では変身ポーズも披露した。
- 速水亮のブログによれば、閉会後の打ち上げは都内のイタリアンレストランにて開催され、訪れたファンらと共に記念撮影など楽しいひと時を過ごしたとのことである[6]。
- 開催後、同年には内田有作、2012年には荒木しげると阿部征司、2013年には平山亨がそれぞれ病没している。

## その他イベント参加者
- イベント本編への参加は無かったが、観客として、またイベント打ち上げに駆け付けたメンバー。仮面ライダーシリーズだけでなく『変身忍者 嵐』や『イナズマン』などの生田スタジオ関連作品出演者が多く参加している。
- 南城竜也 - （『変身忍者 嵐 』/ ハヤテ 役）
- 高野浩幸 - （『超人バロム・1 』/ 白鳥健太郎 役）
- 伴大介 - （『イナズマン』 / 渡五郎 役）
- 上野山功一 - （『イナズマンF』 / 荒井誠 役）
- 金子吉延 - （『どっこい大作』 / 田力大作 役）
- 大橋春雄 - （『仮面ライダー』 オートバイスタント）

## 書籍
- 仮面ライダーをつくった男たち　1971 - 2011 (取材・協力/小田克己、漫画/村枝賢一)
2007年に発行されたコミックス「仮面ライダーをつくった男たち」に、当イベントの模様を新たに追加した再編集版。